# Chamalières
Chamalières este o comună în departamentul Puy-de-Dôme, Franța. În 1 ianuarie 2022 avea o populație de 17.591 de locuitori.. 

## Personalități născute aici
- Renaud Camus (n. 1946), scriitor, activist de extremă dreapta.
- Bernard Loiseau (1951 - 2003), bucătar.